# 그리스 (뮤지컬)

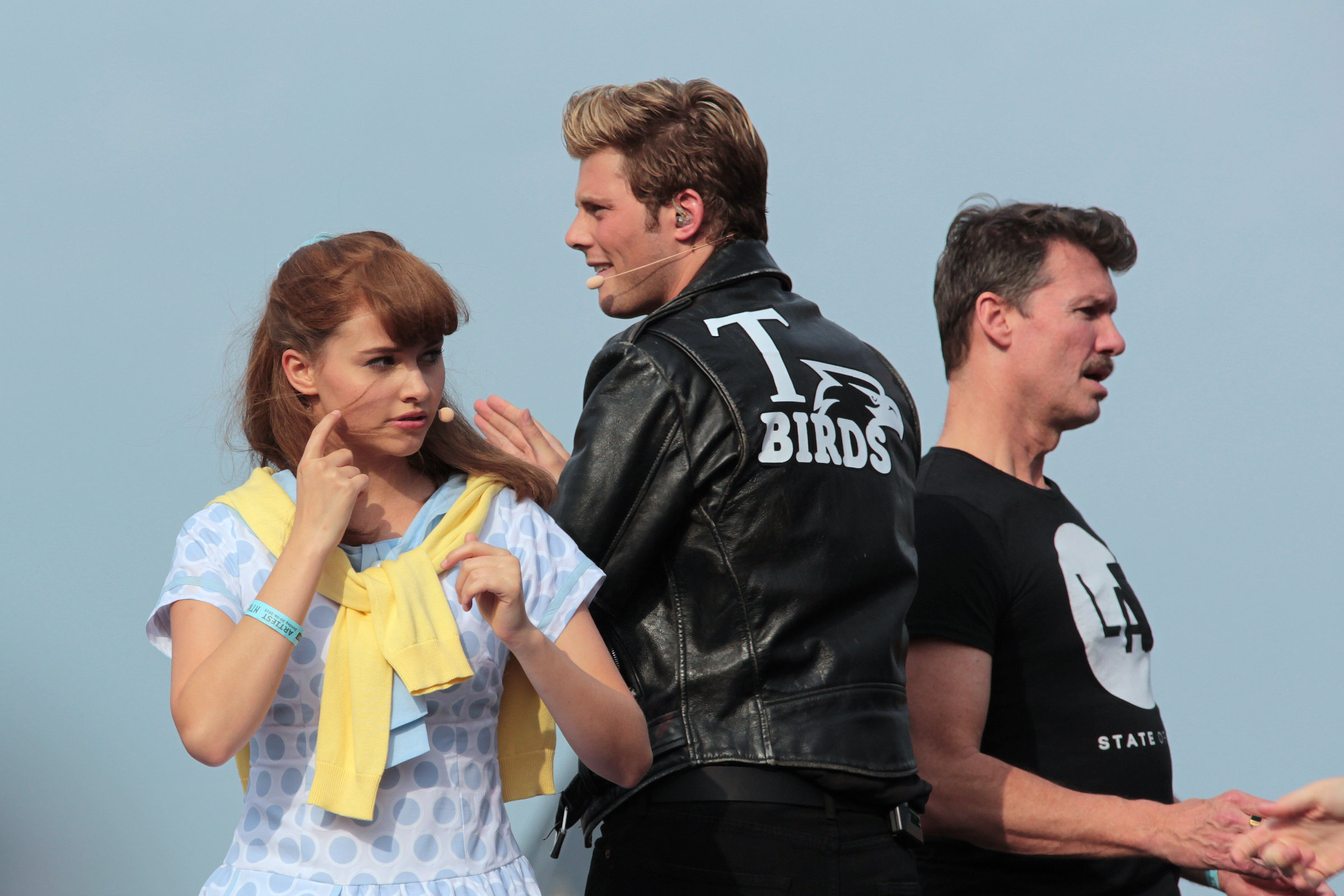

뮤지컬 《그리스》(영어: Grease)는 짐 제이콥스와 워렌 케이시가 만든 뮤지컬로 1971년 미국 시카고에서 처음 무대에 올랐다. 1959년 가상의 학교인 리델 하이스쿨 학생들, 10대들의 이야기를 로큰롤로 완성시킨 작품으로, 1978년 존 트라볼타와 올리비아 뉴턴 존 주연의 영화로 만들어져서 흥행에서 큰 성공을 거두었다. 미국에서는 꾸준히 무대에서 공연되고 있다. 이 작품은 대한민국에서도 수차례 만들어졌다. 조정석, 주원, 엄기준, 김무열, 강지환, 이선균, 한지상, 김소현, 조여정 등을 배출하며  ‘스타 등용문’ 뮤지컬로 손꼽히기도 한다. 뮤지컬제작사 오디컴퍼니는 2019년 4월, 시대변화를 반영한 각색과 세련된 편곡, 트렌디한 무대로 업그레이드한 새로운 버전의 작품을 무대에 올렸다.

## 줄거리
주인공인 샌디와 대니는 여름방학때 바다에서 처음만나 서로 좋아하는 마음을 가지게 되지만 개학이 되자 샌디는 호주로 돌아가야 한다며 아쉬움을 남기고 둘은 헤어진다.
개학을 하고 대니가 다니는 라이델고등학교에 샌디가 전학을 오게된다.
하지만 대니는 여름방학때 샌디가 보았던 순수했던 남자애가 아닌 학교의 날라리였으며 자신의 이미지가 안좋아질까봐 샌디는대니를 모르는애라고 무시한다.
이를 알게 된 샌디는 여자 날라리 그룹 핑크레이디스와 엮이게 된다.
대니는 자신의 행동에 반성하고 샌디에게 진심으로 사과하고 샌디도 보수적인면을 벗어던지고 서로서로 이해하고 사랑하게 되면서 해피엔딩으로 결말을 맺는다.

## 2019년 공연 출연진
- 대니 : 서경수 김태오 정세운
- 샌디: 양서윤 한재아
- 케니키: 박광선 임정모
- 리조: 허혜진 황우림
- 두디: 기세중 이석준
- 프렌치: 김이후 정수지
- 로저: 김영한 이상운

## 역대 공연 출연자
2009년에서 2014년에 펼쳐진 뮤지컬 《그리스》의 서울공연, 지방공연에 출연한 출연진 목록이다. 완전한 목록은 아니다.
- 2009년 메리크리스마스 청주공연 (2009년12월25일 ~ 2009년12월26일 충북 학생문화원 대공연장)

| 배역   | 출연자   |
| ------ | -------- |
| 대니   | - 김산호 |
| 샌디   | - 유하나 |
| 케니키 | - 손승헌 |
| 리조   | - 이지은 |
| 프렌치 | - 김가현 |
| 마티   | - 장서원 |
| 로저   | - 김경수 |
| 진     | - 신미연 |

- CGV신한카드아트홀  (2010년7월23일 ~ 2010년8월29일)

| 배역   | 출연자            |
| ------ | ----------------- |
| 대니   | - 김산호 - 이은형 |
| 샌디   | - 장혜민          |
| 케니키 | - 황서진          |
| 리조   | - 최소영          |
| 두디   | - 조형균          |
| 소니   | - 정승민          |

- 충무아트홀 대극장 (2010년9월29일 ~ 2010년10월31일)
- 시즌4. 부산시민회관 대극장 (2010년12월10일 ~ 2010년12월12일)

| 배역   | 출연자   |
| ------ | -------- |
| 대니   | - 박영필 |
| 케니키 | - 손승헌 |
| 로저   | - 이형진 |
| 두디   | - 조형균 |
| 쏘니   | - 정승민 |
| 샌디   | - 김수정 |
| 리조   | - 김경화 |
| 쟌     | - 이소영 |
| 프렌치 | - 박하나 |
| 마티   | - 홍광선 |

- 인천 (2010년12월24일 ~ 2010년12월26일 인천 종합문화예술회관 대공연장)

| 배역   | 출연자            |
| ------ | ----------------- |
| 대니   | - 김산호 - 박영필 |
| 케니키 | - 손승헌          |
| 로저   | - 박주용          |
| 두디   | - 조형균          |
| 쏘니   | - 정승민          |
| 샌디   | - 김수정 - 장혜민 |
| 리조   | - 김경화          |
| 쟌     | - 이소영          |
| 프렌치 | - 박하나          |
| 마티   | - 홍광선          |

- 서울올림픽공원  (2011년6월30일 ~ 2011년8월28일 서울 올림픽공원 우리금융아트홀)

| 배역   | 출연자            |
| ------ | ----------------- |
| 대니   | - 장지우 - 김용주 |
| 샌디   | - 임혜영 - 손예슬 |
| 케니키 | - 이창희          |
| 리조   | - 박은미          |
| 두디   | - 하강웅          |
| 프렌치 | - 신다영          |
| 소니   | - 이수용          |
| 마티   | - 임진아          |
| 로저   | - 최호승          |
| 쟌     | - 방글아          |

- 평택 (2011년9월24일 평택 남부문화예술회관)

- 춘천 (2011년10월15일 춘천 강원대학교 백령아트센터 (구 백령문화관))

- 고양 (2011년12월2일 ~ 2011년12월 18일 고양 어울림누리 어울림극장)
- 울산 (2011년12월24일 ~ 2011년12월25일 울산 문화예술회관 대공연장)

| 배역   | 출연자   |
| ------ | -------- |
| 대니   | - 김응주 |
| 샌디   | - 손예슬 |
| 케니키 | - 안현식 |
| 리조   | - 박은미 |
| 두디   | - 하강웅 |
| 프렌치 | - 신다영 |
| 소니   | - 이수용 |
| 로저   | - 이형진 |
| 쟌     | - 이소영 |

- 부산 (2011년12월31일 ~ 2012년1월1일 부산 KBS홀)

- 청양 (2012년10월27일 청양문예회관 대공연장)

| 배역   | 출연자            |
| ------ | ----------------- |
| 대니   | - 정민 - 고은성   |
| 케니키 | - 김보선          |
| 두디   | - 인진우          |
| 로저   | - 이형진          |
| 소니   | - 김용규          |
| 샌디   | - 이지윤          |
| 리조   | - 정연            |
| 프렌치 | - 문희라          |
| 쟌     | - 권소현          |
| 마티   | - 이지은          |
| 빈스   | - 박규석          |
| 유진   | - 조정환          |
| 패티   | - 강현아          |
| 차차   | - 강지혜          |
| 앙상블 | - 김정숙 - 윤준호 |

- 순천 (2012년9월10일 ~ 2012년9월10일 순천문화예술회관 대극장)
- 목포 (2012년11월17일 ~ 2012년11월18일 목포시민문화체육센터 대공연장)
- 광주 (2012년11월23일 ~ 2012년11월24일 광주 문화스포츠센터)

| 배역   | 출연자          |
| ------ | --------------- |
| 대니   | - 정민 - 고은성 |
| 케니키 | - 김보선        |
| 소니   | - 김용규        |
| 두디   | - 인진우        |
| 로저   | - 이형진        |
| 샌디   | - 이지윤        |
| 리조   | - 정연          |
| 프렌치 | - 문희라        |
| 마티   | - 이지윤        |
| 쟌     | - 권소현        |

- 서울 강동센터 (2012년12월1일 ~ 2013년1월20일)

| 배역   | 출연자                              |
| ------ | ----------------------------------- |
| 대니   | - 정민 - 고은성                     |
| 케니키 | - 김보선                            |
| 두디   | - 인진우                            |
| 로저   | - 이형진                            |
| 소니   | - 김용규                            |
| 샌디   | - 이지윤                            |
| 리조   | - 정연                              |
| 프렌치 | - 문희라                            |
| 쟌     | - 권소현                            |
| 마티   | - 이지은                            |
| 빈스   | - 이동윤 - 유민상 - 박규석 - 노우진 |
| 유진   | - 조정환                            |
| 패티   | - 강현아                            |
| 차차   | - 강지혜                            |
| 앙상블 | - 김정숙 - 윤준호                   |

- 한전 아트센터 (2013년1월25일 ~ 2013년4월28일)

| 배역   | 출연자                              |
| ------ | ----------------------------------- |
| 대니   | - 정민 - 고은성                     |
| 케니키 | - 김보선                            |
| 두디   | - 인진우                            |
| 로저   | - 이형진                            |
| 소니   | - 임태현                            |
| 샌디   | - 이지윤                            |
| 리조   | - 정연                              |
| 프렌치 | - 문희라                            |
| 쟌     | - 권소현                            |
| 마티   | - 이지은                            |
| 빈스   | - 유민상 - 노우진 - 이동윤 - 박규석 |

- 대전시 (2013년8월21일 ~ 2013년8월22일 대전 대학 연극 페스티벌)
- 청주시 (2013년8월31일 ~ 2013년9월1일 청주 예술의전당 대공연장)
- 부산시 ( 2013년9월6일 ~ 2013년9월8일 부산 시민회관 대극장)
- 진주 (2013년9월28일 ~ 2013년9월29일 경상남도 문화예술회관 대공연장)
- 인천시 (2013년10월5일 ~ 2013년10월6일 인천 중구 문화회관)

| 배역 | 출연자   |
| ---- | -------- |
| 불상 | - 김보선 |
| 불상 | - 윤준호 |
| 불상 | - 문희라 |
| 불상 | - 이지윤 |

- 유니플렉스 1관 (대극장) (2013년10월22일 ~ 2014년4월20일)

| 배역   | 출연자                     |
| ------ | -------------------------- |
| 대니   | - 정민 - 강민수            |
| 케니키 | - 김보선 - 윤준호          |
| 두디   | - 이혁                     |
| 로저   | - 석재형                   |
| 소니   | - 임태현                   |
| 샌디   | - 이지윤 - 오승아 - 문희라 |
| 리조   | - 최미소                   |
| 프렌치 | - 박현선                   |
| 쟌     | - 김예진                   |
| 마티   | - 신윤정                   |
| 빈스   | - 문지수                   |
| 린치   | - 권세정                   |
| 앙상블 | - 남궁민희                 |

- 유니플렉스 1관 (대극장) (2014년4월22일 ~ 오픈런)

| 배역   | 출연자            |
| ------ | ----------------- |
| 대니   | - 고은성 - 양희인 |
| 케니키 | - 손승현          |
| 로저   | - 공민섭          |
| 소니   | - 문지수          |
| 샌디   | - 최서연 - 김금나 |
| 리조   | - 손지애          |